# Segunda División 2019-2020 (Spagna)
La stagione 2019-2020 della Segunda División (detta LaLiga SmartBank per ragioni di sponsorizzazione) è l'89ª edizione del campionato di calcio spagnolo di seconda divisione. La stagione regolare è cominciata il 17 agosto 2019. Il 12 marzo 2020, la lega è stata sospesa per almeno due settimane a causa della pandemia di COVID-19 in Spagna. Il campionato è stato sospeso a tempo indeterminato il 23 marzo. La stagione è ricominciata dal 10 giugno con partite quasi ogni giorno fino al 20 luglio. Dopo questa, è prevista una fase di play-off per decidere la terza promozione in Liga, suddivisa in semifinali e finali, che vengono disputate in sfide di andata e ritorno. Al contrario, le quattro retrocessioni in Segunda División B sono tutte dirette e non prevedono spareggi.

## Stagione

### Novità
Nella stagione precedente a tornare in Primera División sono state l'Osasuna vincitrice del torneo, il Granada e - dopo i play-off - il Mallorca. Dalla Primera sono scese al loro posto Rayo Vallecano, Huesca e Girona.
Dall'altra parte, a retrocedere in Segunda División B sono stati Rayo Majadahonda, Córdoba e Gimnástic; il Reus Deportiu è stato escluso dal campionato per dissesto finanziario ed è successivamente scomparso dal calcio professionistico spagnolo. Le neopromosse Racing Santander, Fuenlabrada, Mirandés e Ponferradina prendono il loro posto in questa stagione.

### Formula
Al torneo partecipano 22 squadre che si sfidano in un girone all'italiana, andata e ritorno contro tutte le altre. Vengono assegnati tre punti per la vittoria, uno per il pareggio e zero per la sconfitta.
Successivamente vengono disputati i play-off, concessi alle squadre che si sono piazzate tra la terza e la sesta posizione al termine della stagione regolare. Quella meglio classificata affronta l'ultima che ha conquistato un posto utile per garantirsi l'accesso alle eliminatorie, mentre la quarta e la quinta si sfidano tra di loro. I vincenti di questi incontri, che vengono stabiliti su match di andata e ritorno, si affrontano nella cosiddetta finale play-off, che determinerà la terza squadra che potrà aver accesso, nella stagione successiva, in Primera División.

### Avvenimenti
Il 12 marzo 2020, la lega è stata sospesa per almeno due settimane a causa della pandemia di COVID-19 in Spagna. Il campionato è stato sospeso a tempo indeterminato il 23 marzo. La stagione è ricominciata il 10 giugno, con partite tutti i giorni fino al 20 luglio.
A retrocedere sono le ultime quattro squadre classificatesi al termine della stagione regolare; non sono previsti play-out.

## Squadre partecipanti
| Club                | Città                      | Stadio                              | Stagione precedente                        |
| ------------------- | -------------------------- | ----------------------------------- | ------------------------------------------ |
| Albacete            | Albacete                   | Estadio Carlos Belmonte             | 4º in Segunda División                     |
| Almería             | Almería                    | Estadio de los Juegos Mediterráneos | 10º in Segunda División                    |
| Alcorcón            | Alcorcón                   | Santo Domingo                       | 13º in Segunda División                    |
| Cadice              | Cadice                     | Estadio Ramón de Carranza           | 7º in Segunda División                     |
| Deportivo La Coruña | La Coruña                  | Stadio Riazor                       | 6º in Segunda División                     |
| Elche               | Elche                      | Estadio Manuel Martínez Valero      | 11º in Segunda División                    |
| Extremadura UD      | Almendralejo               | Stadio Francisco de la Hera         | 14º in Segunda División                    |
| Girona              | Girona                     | Montilivi                           | 18º in Primera División                    |
| Huesca              | Huesca                     | El Alcoraz                          | 19º in Primera División                    |
| Las Palmas          | Las Palmas de Gran Canaria | Estadio de Gran Canaria             | 12º in Segunda División                    |
| Lugo                | Lugo                       | Anxo Carro                          | 18º in Segunda División                    |
| Fuenlabrada         | Fuenlabrada                | Estadio Fernando Torres             | Promosso ai play-off di Segunda División B |
| Malaga              | Malaga                     | La Rosaleda                         | 3º in Segunda División                     |
| Numancia            | Soria                      | Los Pajaritos                       | 17º in Segunda División                    |
| Mirandés            | Miranda de Ebro            | Estadio Anduva                      | Promosso ai play-off di Segunda División B |
| Ponferradina        | Ponferrada                 | El Toralín                          | Promosso ai play-off di Segunda División B |
| Racing Santander    | Santander                  | El Sardinero                        | Promosso ai playoff di Segunda División B  |
| Rayo Vallecano      | Madrid                     | Campo de Vallecas                   | 20º in Primera División                    |
| Real Oviedo         | Oviedo                     | Estadio Carlos Tartiere             | 8º in Segunda División                     |
| Saragozza           | Saragozza                  | La Romareda                         | 15º in Segunda División                    |
| Sporting Gijón      | Gijón                      | El Molinón                          | 9º in Segunda División                     |
| Tenerife            | Santa Cruz de Tenerife     | Heliodoro Rodríguez López           | 16º in Segunda División                    |

## Classifica finale
|  | Pos. | Squadra             | Pt | G  | V  | P  | S  | GF | GS | DR  |
|  | ---- | ------------------- | -- | -- | -- | -- | -- | -- | -- | --- |
|  | 1.   | Huesca              | 70 | 42 | 21 | 7  | 14 | 55 | 42 | +13 |
|  | 2.   | Cadice              | 69 | 42 | 19 | 12 | 11 | 50 | 39 | +11 |
|  | 3.   | Saragozza           | 65 | 42 | 18 | 11 | 13 | 59 | 53 | +6  |
|  | 4.   | Almería             | 64 | 42 | 17 | 13 | 12 | 62 | 43 | +19 |
|  | 5.   | Girona              | 63 | 42 | 17 | 12 | 13 | 48 | 43 | +5  |
|  | 6.   | Elche               | 61 | 42 | 16 | 13 | 13 | 52 | 44 | +8  |
|  | 7.   | Rayo Vallecano      | 60 | 42 | 13 | 21 | 8  | 60 | 50 | +10 |
|  | 8.   | Fuenlabrada         | 60 | 42 | 15 | 15 | 12 | 47 | 40 | +7  |
|  | 9.   | Las Palmas          | 57 | 42 | 14 | 15 | 13 | 49 | 46 | +3  |
|  | 10.  | Alcorcón            | 57 | 42 | 13 | 18 | 11 | 52 | 50 | +2  |
|  | 11.  | Mirandés            | 56 | 42 | 13 | 17 | 12 | 55 | 59 | -4  |
|  | 12.  | Tenerife            | 55 | 42 | 14 | 13 | 15 | 50 | 46 | +4  |
|  | 13.  | Sporting Gijón      | 54 | 42 | 14 | 12 | 16 | 40 | 38 | +2  |
|  | 14.  | Malaga              | 53 | 42 | 11 | 20 | 11 | 35 | 33 | +2  |
|  | 15.  | Real Oviedo         | 53 | 42 | 13 | 14 | 15 | 49 | 53 | -4  |
|  | 16.  | Lugo                | 52 | 42 | 12 | 16 | 14 | 43 | 54 | -11 |
|  | 17.  | Albacete            | 52 | 42 | 13 | 13 | 16 | 36 | 46 | -10 |
|  | 18.  | Ponferradina        | 51 | 42 | 12 | 15 | 15 | 45 | 50 | -5  |
|  | 19.  | Deportivo La Coruña | 51 | 42 | 12 | 15 | 15 | 43 | 60 | -17 |
|  | 20.  | Numancia            | 50 | 42 | 13 | 11 | 18 | 45 | 53 | -8  |
|  | 21.  | Extremadura UD      | 43 | 42 | 10 | 13 | 19 | 43 | 59 | -16 |
|  | 22.  | Racing Santander    | 33 | 42 | 5  | 18 | 19 | 39 | 56 | -17 |

Legenda:

      Promosse in Primera División 2020-2021
 Qualificate ai play-off promozione
      Retrocesse in Segunda División B 2020-2021
Regolamento:
Tre punti a vittoria, uno a pareggio, zero a sconfitta.
In caso di arrivo di due squadre a pari punti, la graduatoria verrà stilata in base all'ordine dei seguenti criteri:
- Differenza reti negli scontri diretti
- Differenza reti generale
- Reti realizzate in generale

In caso di arrivo di tre o più squadre a pari punti, la graduatoria verrà stilata in base all'ordine dei seguenti criteri:
- Punti negli scontri diretti (classifica avulsa)
- Differenza reti negli scontri diretti
- Differenza reti generale
- Reti realizzate in generale
- Classifica fair-play stilata a inizio stagione

Nel caso un criterio escluda solamente alcune delle squadre, senza quindi determinare l'ordine completo, tali squadre vengono escluse dal criterio successivo, rimanendo così senza possibilità di posizionarsi meglio.

## Play-off

### Tabellone
|  | Semifinali | Semifinali | Semifinali | Semifinali | Semifinali |  |  | Finale | Finale | Finale | Finale | Finale |  |
|  |            |            |            |            |            |  |  |        |        |        |        |        |  |
|  | 6          | Elche      | 0          | 1          | 1          |  |  |        |        |        |        |        |  |
|  | 3          | Saragozza  | 0          | 0          | 0          |  |  | 6      | Elche  | 0      | 1      | 1      |  |
|  | 5          | Girona     | 1          | 2          | 3          |  |  | 5      | Girona | 0      | 0      | 0      |  |
|  | 4          | Almería    | 0          | 1          | 1          |  |  |        |        |        |        |        |  |

Note:
Incontri di andata e ritorno.
Il vincitore viene determinato in base all'ordine dei seguenti criteri:
Miglior differenza reti a favore al termine dei tempi regolamentari
Maggior numero di reti fuori casa al termine dei tempi regolamentari
Miglior differenza reti a favore al termine dei tempi supplementari
Maggior numero di reti fuori casa al termine dei tempi supplementari
Miglior posizione raggiunta in campionato